# Unione Sportiva Bari 1935-1936
Questa voce raccoglie le informazioni riguardanti l'Unione Sportiva Bari nelle competizioni ufficiali della stagione 1935-1936.

## Rosa
| N. |                   | Ruolo | Calciatore          |
| -- | ----------------- | ----- | ------------------- |
|    | Italia (bandiera) | P     | Alferio Cubi        |
|    | Italia (bandiera) | D     | Nereo Marini        |
|    | Italia (bandiera) | D     | Duilio Setti        |
|    | Italia (bandiera) | D     | Giuseppe Antonelli  |
|    | Italia (bandiera) | C     | Giovanni Braga      |
|    | Italia (bandiera) | C     | Giovanni Battistoni |
|    | Italia (bandiera) | C     | Domenico Giacobbe   |
|    | Italia (bandiera) | C     | Lorenzo Paradiso    |
|    | Italia (bandiera) | A     | Raffaele Costantino |

| N. |                     | Ruolo | Calciatore             |
| -- | ------------------- | ----- | ---------------------- |
|    | Italia (bandiera)   | A     | Mario Loetti           |
|    | Italia (bandiera)   | A     | Raffaele Rossini       |
|    | Italia (bandiera)   | A     | Alfredo Marchionneschi |
|    | Italia (bandiera)   | A     | Luigi Ferrero          |
|    | Italia (bandiera)   | A     | Ettore Brossi          |
|    | Italia (bandiera)   | A     | Elvio Banchero         |
|    | Ungheria (bandiera) | A     | Ferenc Ottavi          |
|    | Italia (bandiera)   | A     | Alberto Pignattelli    |

## Statistiche

### Statistiche di squadra
| Competizione | Punti | In casa | In casa | In casa | In casa | In casa | In casa | In trasferta | In trasferta | In trasferta | In trasferta | In trasferta | In trasferta | Totale | Totale | Totale | Totale | Totale | Totale | DR  |
| Competizione | Punti | G       | V       | N       | P       | Gf      | Gs      | G            | V            | N            | P            | Gf           | Gs           | G      | V      | N      | P      | Gf     | Gs     | DR  |
| ------------ | ----- | ------- | ------- | ------- | ------- | ------- | ------- | ------------ | ------------ | ------------ | ------------ | ------------ | ------------ | ------ | ------ | ------ | ------ | ------ | ------ | --- |
| Serie A      | 25    | 15      | 5       | 8       | 2       | 16      | 10      | 15           | 2            | 3            | 10           | 10           | 28           | 30     | 7      | 11     | 12     | 26     | 38     | -12 |
| Coppa Italia |       | -       | -       | -       | -       | -       | -       | 1            | 0            | 0            | 1            | 1            | 2            | 1      | 0      | 0      | 1      | 1      | 2      | -1  |
| Totale       |       | 15      | 5       | 8       | 2       | 16      | 10      | 16           | 2            | 3            | 11           | 11           | 30           | 31     | 7      | 11     | 13     | 27     | 40     | -13 |

### Statistiche dei giocatori
| Giocatore         | Serie A  | Serie A | Coppa Italia | Coppa Italia | Totale   | Totale |
| Giocatore         | Presenze | Reti    | Presenze     | Reti         | Presenze | Reti   |
| ----------------- | -------- | ------- | ------------ | ------------ | -------- | ------ |
| G. Antonelli      | 11       | 0       | 1            | 0            | 12       | 0      |
| E. Banchero (I)   | 7        | 0       | 1            | 0            | 8        | 0      |
| Barboni           | -        | -       | 1            | 0            | 1        | 0      |
| G. Battistoni     | 28       | 0       | -            | -            | 28       | 0      |
| G. Braga          | 30       | 1       | -            | -            | 30       | 1      |
| E. Brossi         | 24       | 6       | -            | -            | 24       | 6      |
| Capocasale        | -        | -       | 1            | 0            | 1        | 0      |
| Casirago          | -        | -       | 1            | -2           | 1        | -2     |
| R. Costantino     | 30       | 6       | -            | -            | 30       | 6      |
| A. Cubi           | 30       | -38     | -            | -            | 30       | -38    |
| De Luca           | -        | -       | 1            | 0            | 1        | 0      |
| L. Ferrero        | 26       | 4       | 1            | 0            | 27       | 4      |
| D. Giacobbe       | 4        | 0       | 1            | 0            | 5        | 0      |
| M. Loetti         | 29       | 0       | -            | -            | 29       | 0      |
| A. Marchionneschi | 27       | 2       | -            | -            | 27       | 2      |
| N. Marini         | 30       | 0       | -            | -            | 30       | 0      |
| F. Ottavi         | 2        | 1       | 1            | 0            | 3        | 1      |
| L. Paradiso       | 3        | 0       | 1            | 0            | 4        | 0      |
| A. Pignattelli    | 2        | 1       | 1            | 1            | 3        | 2      |
| R. Rossini        | 28       | 4       | -            | -            | 28       | 4      |
| D. Setti          | 19       | 0       | -            | -            | 19       | 0      |